# Подчугасная
Подчугасная — река в России, протекает по территории Уватского района Тюменской области. Длина реки составляет 16 км.
Начинается северо-восточнее деревни Чёрный Яр. Течёт по дуге, сначала на северо-восток до деревни Кармышак, потом на северо-запад. Устье реки находится в 280 км по правому берегу реки Иртыш.
Основные притоки — протока Заостровка (лв), Межевой (лв) и Бобровка (пр, в 6 км от устья).

## Данные водного реестра
По данным государственного водного реестра России, относится к Иртышскому бассейновому округу, водохозяйственный участок реки — Иртыш от впадения реки Тобол до города Ханты-Мансийск (выше), без реки Конда, речной подбассейн реки — бассейны притоков Иртыша от Тобола до Оби. Речной бассейн реки — Иртыш.
Код объекта в государственном водном реестре — 14010700112115300015320.